# ニコンのデジタル一眼レフカメラ製品一覧

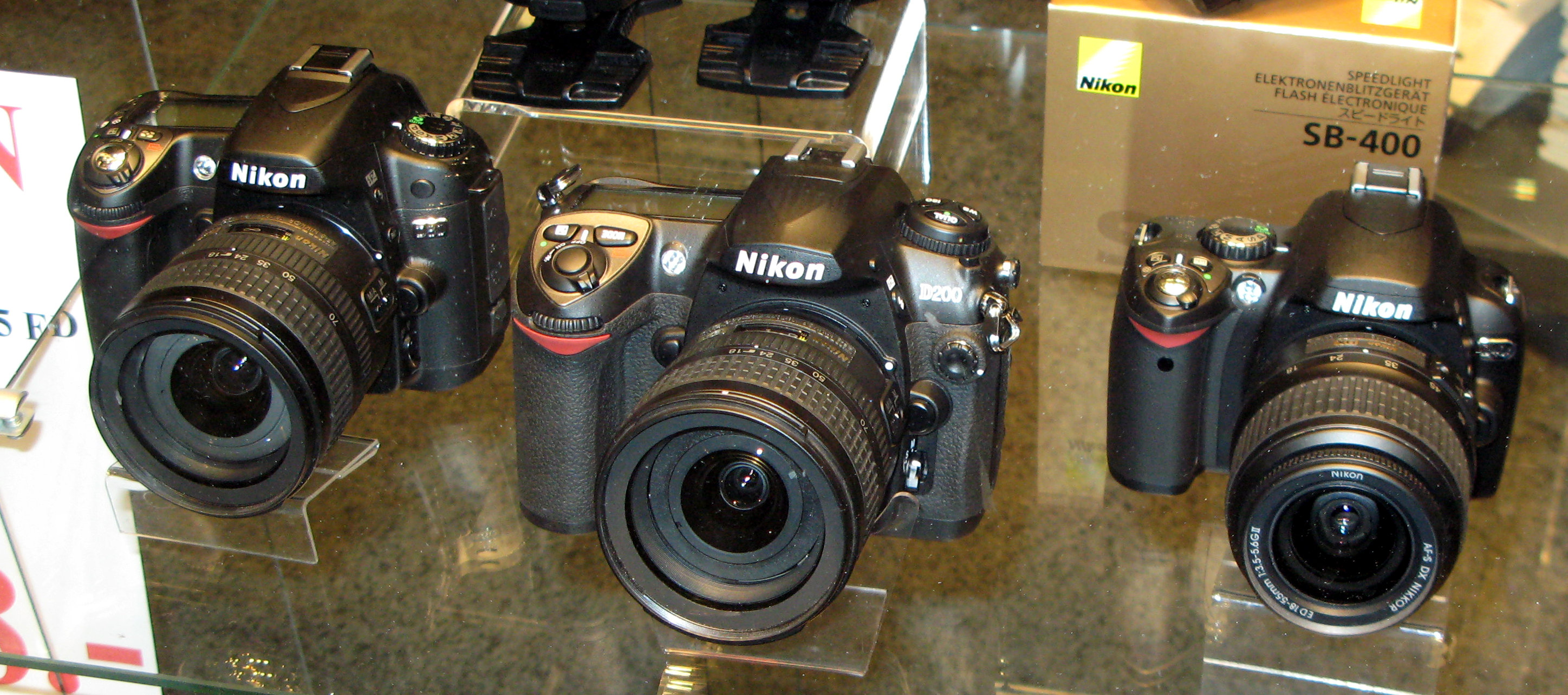
ニコンのデジタル一眼レフカメラ

ニコンのデジタル一眼レフカメラ製品一覧は、ニコンの発売してきたデジタル一眼レフカメラの一覧である。便宜上アナログ電子カメラニコンQV-1000Cも含める。

## アナログ電子カメラ
ニコンQV-1000C（1988年12月発売） - 0.38メガピクセルの2/3inCCDでアナログ撮影する電子スチルビデオカメラ。従前のスチルビデオカメラは画質が荒かったが、このカメラは白黒専用とすることで新聞紙面用には充分な画質を得た。マウントは10個の電気接点で信号のやりとりをする専用電子マウントでQVニッコール10-40mmF1.4とQVニッコールED11-120mmF2.0の2本の専用レンズが用意された。アダプター「QM-100」を介せばFマウントの交換レンズもマニュアルフォーカスで使用できる。記録媒体は2inフロッピーディスク。ISOは400、800、1600相当。このカメラ以前はニコンF4などで撮影したフィルムを現像して電送機にかけていたが、このカメラでは専用電送機ニコンQV-1010Tに内蔵されるCRTモニターで確認し現像なしで写真を電送できるため大幅な時間短縮を実現した。

## デジタル一眼レフカメラ

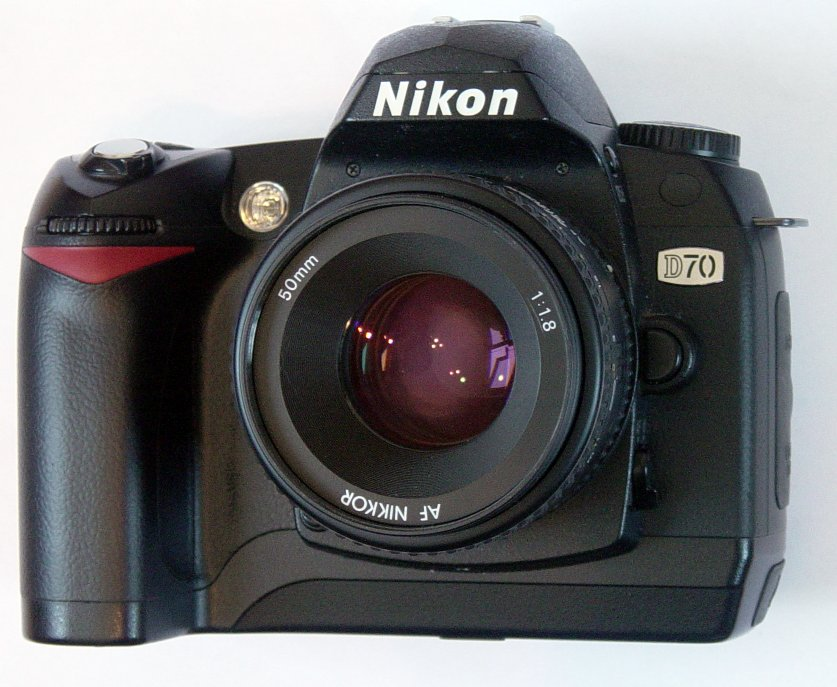
ニコンD70

ニコンのデジタル一眼レフカメラは、銀塩フィルムを使うFシリーズと同様のマーケティング方法が取られ、市場の開拓時に無理に廉価な製品を販売すると機能、性能に問題のある製品となり、ブランドイメージが落ちかねない。高価でもプロの使用に耐える高級機を販売し、量産効果に合わせて普及価格帯に下りていく（D1⇒D100⇒D70⇒D50⇒D40⇒D60）。この戦略は成功し、特にプロ向けのデジタル一眼レフカメラの市場はニコンとキヤノンでほぼ二分していた。
ニコンの一眼レフカメラは、FシリーズやEシリーズ、Dシリーズなど、ほとんどのカメラがFマウントと呼ばれるバヨネットタイプのマウントを採用している。1959年のニコンF発売以来、もっとも長寿命のマウントであり、ニコンだけでなく多くのサードパーティからFマウント用レンズ、アクセサリが発売されており、実際にユーザが所有している。これらの資産をニコンが捨てなかったことは、ユーザがニコンを信頼する理由の一つである。

### ニコンEシリーズ
富士写真フイルム（現・富士フイルムホールディングス）と共同開発された、ニコン初のデジタル一眼レフカメラのシリーズ。縮小光学系をボディ内に備えることで24×36mm（ライカ）判使用時と同じ焦点距離/画角感覚で使用できるが、その反面ボディの大型化を招いた。D1発売以降はその役目を譲った。
- E2（1995年9月発売） - 富士からもフジックスDS-505として販売された。1.3メガピクセル。110万円。
- E2s（1995年9月発売） - 富士からもフジックスDS-515として販売された。140万円。
- E2N（1996年9月発売） - 富士からもフジックスDS-505Aとして販売された。1.3メガピクセル。記録媒体は PCMCIA/ATAタイプI/II準拠のPCカードで撮影可能枚数は15MBカード装着時ハイモード5枚、ファインモード21枚、ノーマルモード43 枚、ベーシックモード84枚。89万円[4]。
- E2Ns（1996年11月発売） - 富士からもフジックスDS-515Aとして販売された。E2Nに秒3コマ、最大5コマの連写機能を追加した。130万円。
- E3（1998年6月発売）- 富士からもフジックスDS-560として販売された。1.4メガピクセル。記録媒体は PCMCIA/ATAタイプI/II準拠のPCカードで撮影可能枚数は15MBカード装着時ハイモード5枚、ファインモード21枚、ノーマルモード43枚、ベーシックモード84枚。ISO800、1600、3200相当。77万円。
- E3s（1998年6月発売）-  富士からもフジックスDS-565として販売された。E3に秒3コマ、最大12コマの連写機能を追加した。98万円。

### Dシリーズ
デジタル一眼レフカメラ。
センサーサイズによって機種タイプが異なり、ニコンでは24×36mm（ライカ）判フルサイズのイメージセンサを採用しているものをFXフォーマット、24×36mm（ライカ）判フルサイズより小さいAPS-Cサイズのイメージセンサを採用しているものをDXフォーマットと呼んでいる。
Dシリーズにもノイズリダクション機能を搭載しているが、COOLPIXシリーズとは異なる方式のため、COOLPIXシリーズのようなノイズキャンセルの差分を得るための時間はほとんどない。
|      | D1桁シリーズ | D1桁シリーズ | D1桁シリーズ | D1桁シリーズ | D3桁シリーズ | D3桁シリーズ | D3桁シリーズ | D3桁シリーズ | D3桁シリーズ | D3桁シリーズ | D2桁/D4桁シリーズ | D2桁/D4桁シリーズ | D2桁/D4桁シリーズ | その他 |
| DX   | DX           | FX           | FX           | DX           | FX           | FX           | FX           | FX           | FX           | DX           | DX                | DX                | FX                |        |
| ---- | ------------ | ------------ | ------------ | ------------ | ------------ | ------------ | ------------ | ------------ | ------------ | ------------ | ----------------- | ----------------- | ----------------- | ------ |
| 1999 | D1           | D1           |              |              |              |              |              |              |              |              |                   |                   |                   |        |
| 2001 | D1X          | D1H          |              |              |              |              |              |              |              |              |                   |                   |                   |        |
| 2002 | D1X          | D1H          | D100         |              |              |              |              |              |              |              |                   |                   |                   |        |
| 2003 | D1X          | D2H          | D100         |              |              |              |              |              |              |              |                   |                   |                   |        |
| 2004 | D1X          | D2H          | D100         | D70          | D70          | D70          |              |              |              |              |                   |                   |                   |        |
| 2005 | D2X          | D2Hs         | D200         | D70s         | D50          | D50          |              |              |              |              |                   |                   |                   |        |
| 2006 | D2Xs         | D2Hs         | D200         | D80          | D40          | D40          |              |              |              |              |                   |                   |                   |        |
| 2007 |              |              | D3           | D80          |              | D300         | D40x         | D40x         |              |              |                   |                   |                   |        |
| 2008 | D3X          | D700         | D700         | D700         | D700         | D700         | D90          | D60          | D60          |              |                   |                   |                   |        |
| 2009 | D3X          | D700         | D700         | D700         | D700         | D700         | D90          | D3S          | D300S        | D5000        | D3000             |                   |                   |        |
| 2010 | D3X          | D700         | D700         | D700         | D700         | D700         | D7000        | D3S          | D300S        | D5000        | D3100             |                   |                   |        |
| 2011 | D3X          | D700         | D700         | D700         | D700         | D700         | D7000        | D3S          | D300S        | D5100        | D3100             |                   |                   |        |
| 2012 | D3X          | D4           |              | D800         | D800E        |              | D7000        |              | D600         | D5200        | D3200             |                   |                   |        |
| 2013 |              | D4           | D610         | D800         | D800E        | D7100        | D5300        | Df           |              |              | D3200             |                   |                   |        |
| 2014 | D4S          | D810         | D810         | D750         | D3300        | D7100        | D5300        | Df           |              |              |                   |                   |                   |        |
| 2015 | D4S          | D810         | D810         | D750         | D3300        | D810A        | D7200        | Df           | D5500        |              |                   |                   |                   |        |
| 2016 | D5           | D810         | D810         | D750         | D500         | D810A        | D7200        | Df           | D5600        | D3400        |                   |                   |                   |        |
| 2017 | D5           | D850         | D850         | D750         | D500         | D810A        | D7500        | Df           | D5600        | D3400        |                   |                   |                   |        |
| 2018 | D5           | D850         | D850         | D750         | D500         | D810A        | D7500        | Df           | D5600        | D3500        |                   |                   |                   |        |
| 2020 | D6           | D850         | D850         | D780         | D500         | D810A        | D7500        | Df           | D5600        | D3500        |                   |                   |                   |        |

#### D1桁シリーズ
D1桁シリーズはカメラマン、報道、デザイン事務所などのプロ用途向けモデルである。
フラッグシップであるD1桁シリーズは仙台ニコンで製造される「Made in Japan」であったが、2021年にタイ工場への生産移管を表明した。

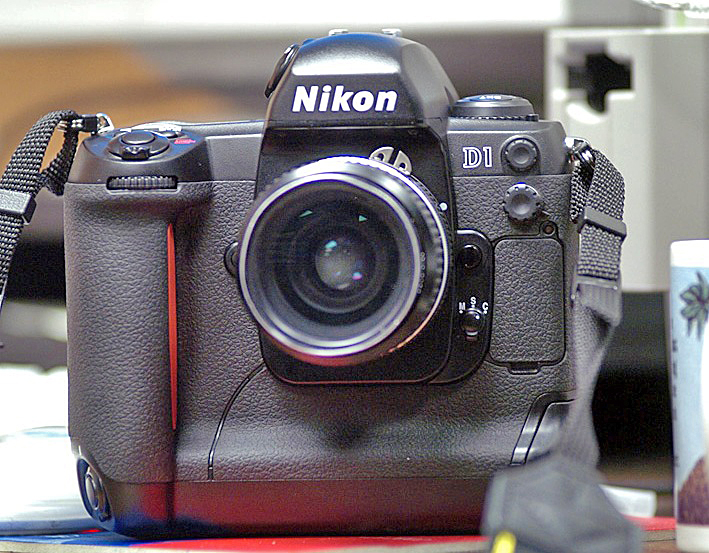
ニコンD1

- D1（1999年9月29日発売、DXフォーマット） - キヤノンのデジタル一眼レフカメラEOS D2000が198万円、EOS D6000が360万円という非常に高価であったのに対し、65万円という当時としては極めて低価格で販売され、プロを中心としたデジタル一眼レフカメラ普及の基礎を作った。搭載CCD自体は10.8メガピクセルを備えていたが、感度、画質や速度を優先し4画素を1画素として出力したため有効画素数は2.6メガピクセルと低かったが、新聞に掲載するには必要十分な解像度だったこと、ISO1600という高感度撮影が可能だったことから報道機関を中心に普及した。カメラボディはニコンF100・ニコンF5をベースに作られたため、比較的堅牢性が高い。

- D1X（2001年5月31日発売、DXフォーマット） - 有効画素数5.3メガピクセルでありながら、RAWのデフォルトサイズを6メガピクセルか10メガピクセルで選択できる。10.8メガピクセルCCDを備え、縦の2画素を1画素として扱っている。2.0型液晶モニタ。

- D1H（2001年7月25日発売、DXフォーマット） - D1Xの連写性能を向上したモデルで5コマ/秒、最大40コマの連続撮影、最高1/16,000秒のシャッタースピード、1/500秒のシンクロスピードを実現した。有効画素数は2.7メガピクセルで電子シャッターと機械式シャッターを併用。

- D2H（2003年11月29日発売、DXフォーマット） - ニコンが開発したJFET式センサ「LBCAST」を採用し、37msのレリーズタイムラグ、8コマ/秒、最大40コマの連続撮影が可能となっている。有効画素数は4.1メガピクセル。2.5型液晶モニタ。オートフォーカスセンサーも11点に増え、より激しい動きの被写体にも対応できるようになった。この機種よりデジタル一眼レフカメラを主体としたボディワークを利用するようになった[6]。後に発売されたニコンF6はD2Hのボディーワークの一部デザインのほか、オートフォーカスセンサーなどを流用している。ボディ構造材にマグネシウム合金を採用。電源はリチウムイオン二次電池。ディスプレイを中心として左右にボタンを配したシンメトリーデザインで操作性に寄与している。

- D2X（2005年2月25日発売、DXフォーマット） - 新画像処理システムで色再現力と階調性を徹底的に追求したモデル。センサーは12.4メガピクセルのCMOSを採用。センサの中央部6.8メガピクセルだけを使うことで、ニコンD2H並の秒間8コマの連写ができるクロップ高速の機能を備えた。

- D2Hs（2005年3月25日発売、DXフォーマット） - D2Xの発売に伴い、D2Hの細かなボタン位置などをD2Xと共通化したマイナーチェンジモデル。

- D2Xs（2006年6月29日発売、DXフォーマット） - D2Xにより大容量のバッテリーや高視野角液晶モニターを採用し、クロップ高速時のファインダー表示などを改良したマイナーチェンジモデル。2007年8月にアメリカ航空宇宙局によりスペースシャトルでの記録撮影用カメラとして採用され、レンズ、スピードライトと共にボディー76台を受注した。実際に宇宙で使用されるものは潤滑剤がアメリカ航空宇宙局指定のものに変更される以外は市販品と同じであった。

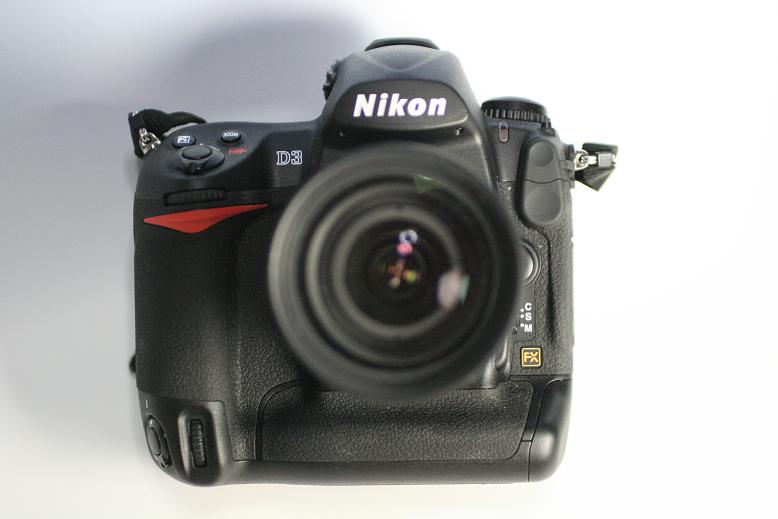
ニコンD3

- D3（2007年11月30日発売、FXフォーマット） - D2Xsの後継機。これまでDシリーズが採用して来た「DXフォーマット」でなく「FXフォーマット」と呼ばれる12.1メガピクセル24×36mmCMOSを採用。クロップモードを搭載しFXフォーマット以外に5:4フォーマットやDXフォーマットでの撮影も可能。また従来機では対象ユーザー層に合わせて機種ごとで画像生成設定を変え[7]ていたため異なる機種を併有したり新機種に買い換え場合に発色傾向をそろえることができず不便というユーザーの声に応え、色彩統一システム「ピクチャーコントロールシステム」を初採用。設定はスタンダード、ビビッド、ニュートラル、モノクロームの4設定が用意され、ピクチャーコントロールシステム搭載機[8]では機種が異なっても同じ設定をセットすればまったく同じ発色傾向が得られるようになった。画像処理コンセプト「EXPEED」も初採用。また、ニコンのデジタル一眼レフカメラの1桁機としては初めてライブビュー機能が実装された。

- D3X（2008年12月19日発売、FXフォーマット） - ニコンD3と共通のボディに，24.5メガピクセルのFXフォーマットCMOSを採用。常用感度はD3のISO200〜6400相当に対して、よりスタジオ撮影に重点を置いた本機はISO100〜1600相当と低くなっている。

- D3S（2009年11月27日発売、FXフォーマット） - 有効画素数が12.1メガピクセルのFXフォーマットCMOS。感度ISO200〜12800相当まで拡大。「Dムービー」と呼ばれる動画撮影機能を搭載。カメラ内で完結できる、動画からの静止画の切り出しが可能。2009年12月、ニコンはアメリカ航空宇宙局からスペースシャトルでの記録撮影用カメラに11台を交換レンズ「AF-Sニッコール14-24mmF2.8G ED」とともに受注した。D一桁シリーズの中ではD3Sで初めて超音波によるイメージセンサーのホコリを落とす機能が追加された。

- D4（2012年3月15日発売、FXフォーマット）‐ 有効画素数が16.2メガピクセルのFXフォーマットCMOS。画像処理エンジンは「EXPEED3」を採用。常用感度は100～12800、増減感領域を含めると50～204800まで対応。測光システムでは91000分割RGBセンサーを搭載し、光学ファインダー撮影時での顔認識も可能。フォーカスポイントはD3同様51点だが、11点はf/8対応である。約40万回のレリーズテストをクリアする高い耐久性を有する。有線LANコネクタを搭載し、ワークフローの効率化が図られた。

- D4S（2014年3月6日発売、FXフォーマット）- [9] - D4のブラッシュアップモデル。2014年1月7日に開発発表。有効画素数は16.23メガピクセルと微増、新センサーとなり画像処理エンジンは「EXPEED4」を採用。常用感度は100〜25600、増減感により50〜409600までの対応となった。AF性能などの機能向上が図られた。

- D5（2016年3月26日発売、FXフォーマット）- 有効画素数が20.82メガピクセルのFXフォーマットCMOS。常用感度はISO100～102400。拡張感度は最低側がISO50相当、最高がISO3280000相当。画像処理エンジンは、新しいノイズ低減機能を搭載した「EXPEED5」を搭載。AF測距点は153点へと増加し、さらにその配置エリア全体の面積が、D4Sより130％以上と広くなっている。プロ機としては珍しく、背面モニターにタッチパネルを採用した。

- D6（2020年6月5日発売、FXフォーマット）- 有効画素数が20.82メガピクセルのFXフォーマットCMOS。常用感度はISO100～102400。拡張感度は最低側がISO50相当、最高がISO3280000相当。画像処理エンジンは「EXPEED6」を搭載。新開発AF専用エンジンを搭載。AF測距点は105点ですべてがクロスセンサー。-4.5EVの低輝度にもAFが可能になった。記録メディアがCFexpress（TypeB）に対応。Bluetooth、GPS（みちびき対応）を内蔵。ニコンDシリーズにおける最後のフラグシップモデル（2025年時点）。後継機の登場が無いまま、2025年5月に旧製品（ディスコン）となった。

#### Df
Dfは従来のDシリーズとは別に開発されたモデル。

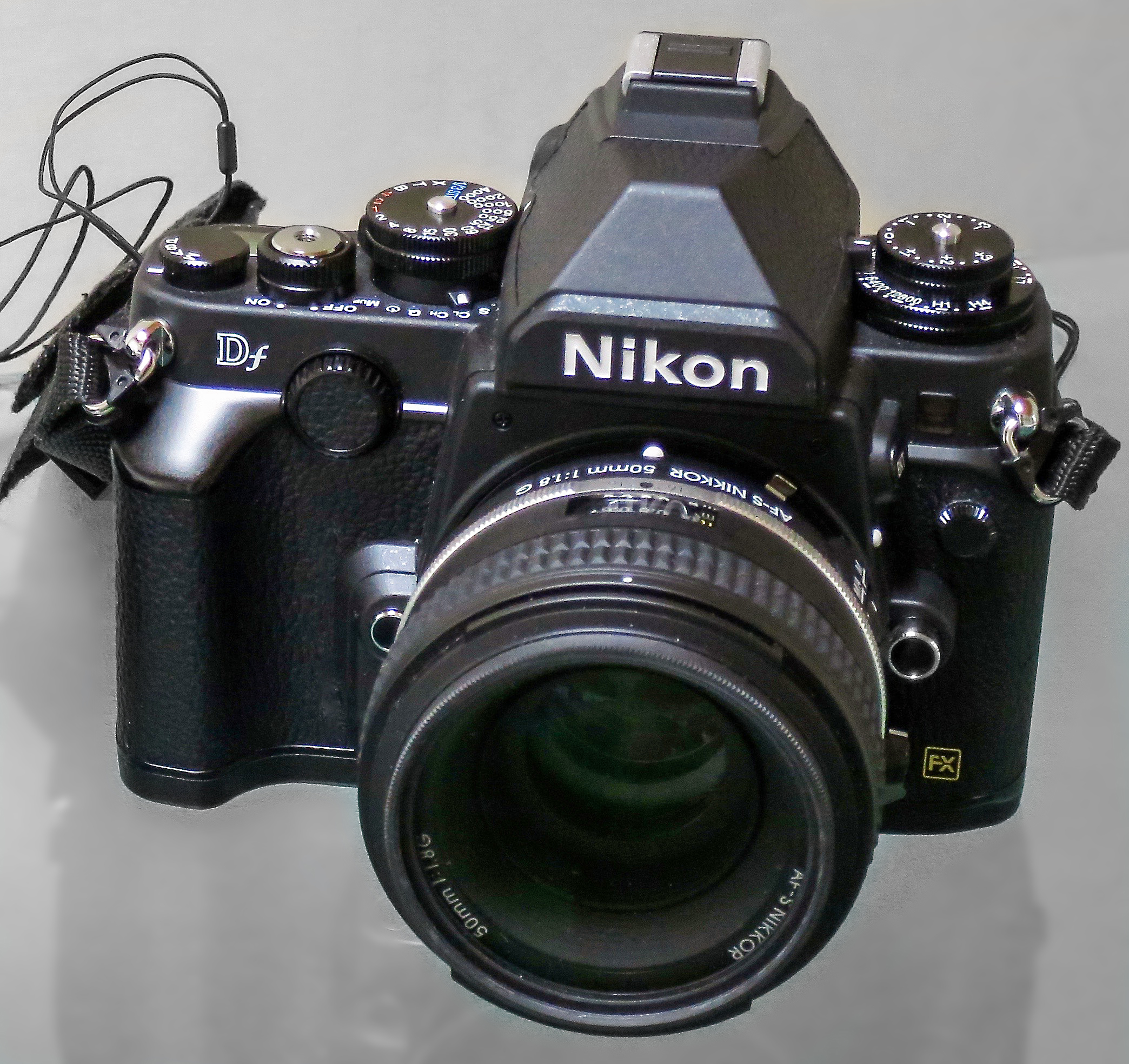
Nikon Df

- Df（2013年11月28日発売、FXフォーマット）‐ ニコンFM/FE系のデザインを汲む、レトロ外観のデジタル一眼レフカメラ。往年のニコン銀塩カメラを彷彿とさせる直線的デザインと機械式ダイヤルの採用、同社デジタル一眼レフカメラで初、標準装備ではF4以来となるレンズマウント部への可倒式露出計連動レバーの採用による非Aiニッコールレンズが使用可、レリーズケーブルAR-3が使用可など、他のニコン製デジタル一眼レフカメラとは一線を画す。撮像素子、画像処理エンジンはD4と同じデバイス（有効画素数が16.2メガピクセルのFXフォーマットCMOS、EXPEED3）を採用。常用最大ISO感度は12800、増減感を含む設定可能ISO感度範囲は50-204800もD4と同じである。AF関係は39点AF（7点f/8対応）、2016分割測光センサー搭載、レリーズテストは約15万回をクリアなどはD600/D610と同等である。ただし動画撮影機能は搭載していない。名称は、デジタルカメラを表す「D」と最先端技術であるD4画質と往年のニコンの精密機械技術が「融合（fusion）」を果たしたという意の「f」から採られている。名称を「DF」にしなかったのは、「F」はニコンFのイメージが強すぎるため(本来、ニコンでの大文字Fは、フィルムカメラを表す記号)。なお、試作段階ではマニュアル操作、機械式シャッター搭載機を意味する「M」を付けた「DM」も検討されていた(本機は機械式シャッターは搭載されていない)。[10]軍艦部のロゴは旧ニコンのロゴマークに似たゴシック書体正体の「Nikon」となっている。これは、現行の斜体ロゴでは、デザイン上マッチしなかったため開発側が決めたもの。しかし、ニコンには社内規定として、製品に斜体の現行ロゴを配さなければならない、とあるため、開発した後藤研究所と会社との交渉の結果、軍艦部のロゴは製品出所を表すロゴではなくあくまでデザインの一つ、軍艦部のみの特例、製品出所を表す斜体ロゴは背面液晶下部と本体底部に配する、という条件にて、ゴシック体のロゴが採用された[11][12][リンク切れ]。D1桁シリーと同じく仙台ニコンの工場で生産された為、ダイヤル付近の目立つ位置に「Made in Japan」とプリントされている[13]。「長い歴史のあるFマウントの昔のレンズが使える、ニコンにしかできないカメラ」として、2014年のカメラグランプリ大賞と「あなたが選ぶベストカメラ賞」を受賞した[14]。

#### D3桁シリーズ
ハイアマチュア、およびプロのサブ機向けモデル。

##### DXフォーマット
- D100（2002年6月22日発売、DXフォーマット） - 当時の小売価格は30万円。ニコンD1シリーズでは利用できたAiニッコールレンズに対して、露出計が動作せずマルチパターン測光も利用できなくなっている。有効画素数はニコンD1シリーズよりも多い6.1メガピクセルで、サイズもミドルクラスのフィルム一眼レフカメラ並みの大きさまでコンパクトにすることができた。ボディはプラスチック製。カメラとしての性能は、名前の似ているニコンF100よりも、むしろニコンF80に近く、まさにF80のデジタル版、とも言える商品であった。キヤノンEOS D60とともにアマチュア層へのデジタル一眼レフカメラ普及の礎を作り、2005年に生産を終了した。

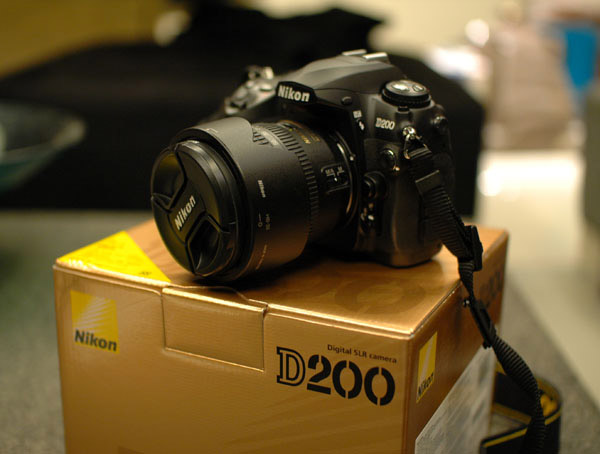
ニコンD200

- D200（2005年12月16日発売、DXフォーマット） - カメラグランプリ2006受賞。発売から3年半経ち機能面の陳腐化が進んだD100の後継機。CCDは10.2メガピクセルへと向上し、連写能力も5コマ/秒、最大54コマのバッファリングが可能となり、レスポンス面でも向上している。1/8000秒の高速シャッターを備え、シンクロスピードも1/250秒である。ファインダー倍率が高く、マニュアル撮影時の基本性能が格段に良くなった。ボディにマグネシウムを使用し、接合部分にシーリングを施すことで防塵防滴性能を持たせている。またシャッターはフラッグシップ機並みの10万回の耐用を実現しており、プロカメラマンでもサブ機として利用できる仕様へと向上している。オートフォーカス用の測距センサはニコンD2シリーズ同様の11点へと拡大し、さらに左右3点ずつを1点として利用するワイドオートフォーカスへの切り替えも可能。測光もD2Xと同等へと進化している。さらにニコンF6同様に、AiニッコールなどCPUを内蔵しない旧型のニッコールレンズでも露出計が動作する。Ai対応レンズであれば自動絞りで、それ以外の普通絞りやプリセット絞りのレンズでは絞り込み測光でAE撮影ができる。さらにレンズ情報を手動で入力すればRGBマルチパターン測光も利用できる。全体的にデジタルにおけるニコンF100のような、アマチュアもプロも愛用できるカメラとして仕上げられている。発売直後、特定条件において撮影画像に縞状のノイズが発生するという欠陥がインターネット上で話題となったが、今日では正式に対応が表明されている。

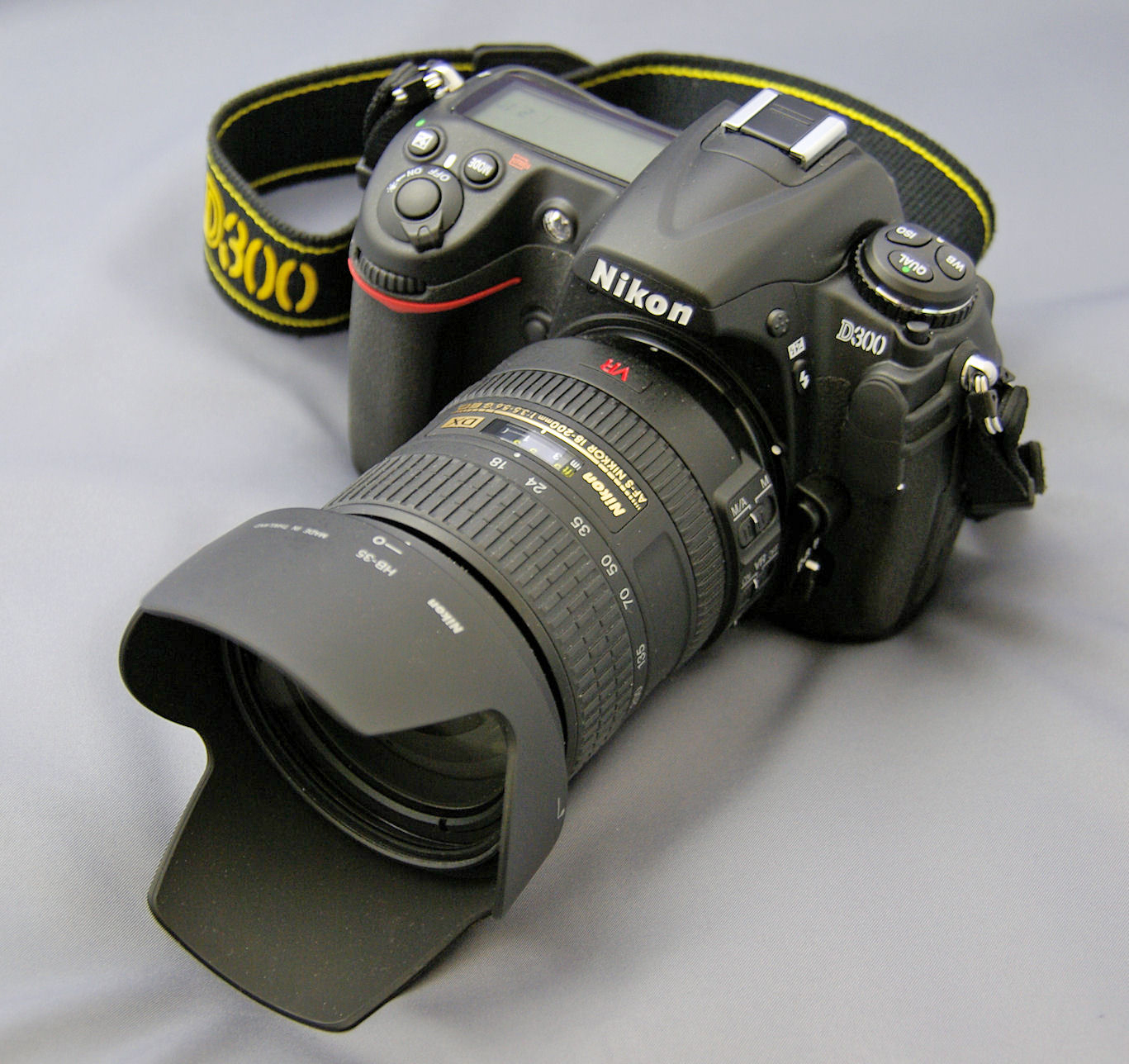
ニコンD300

- D300（2007年11月23日発売、DXフォーマット） - ニコンD1桁シリーズのD3と同時発表。DXフォーマット採用機種の最上位機種。有効画素数は12.3メガピクセルで、D3と同様に画像処理コンセプト「EXPEED」と色彩統一システム｢ピクチャーコントロール｣や3D-トラッキングオートフォーカスを初採用。また、ニコンのデジタル一眼レフカメラとしては初めてライブビュー機能を実装した。ニコンのデジタル一眼初となるほこり除去機構（ピエゾ素子駆動）を搭載する。DXフォーマット最高の連写性能と描写性を持ち、多くのプロに支持された。
- D300S（2009年8月28日発売、DXフォーマット） - D300のマイナーチェンジ版。ボディ本体のみでも7コマ/秒の高速撮影を可能とした。外部ステレオマイク対応の「Dムービー」と呼ばれる動画撮影機能を搭載。
- D500（2016年4月28日発売、DXフォーマット） - ニコンD1桁シリーズのD5と同時発表。DXフォーマット採用機種の最上位機種。D5と同様に153点AFシステムを採用し、Bluetoothによるスマートフォンなどとの常時接続機能を初めて搭載する、内蔵フラッシュのオミットなど、縦グリップ一体型では無い以外は「DXフォーマット版=1.5倍テレコンバーター常時装着型D5」的な機種となっている。

##### FXフォーマット

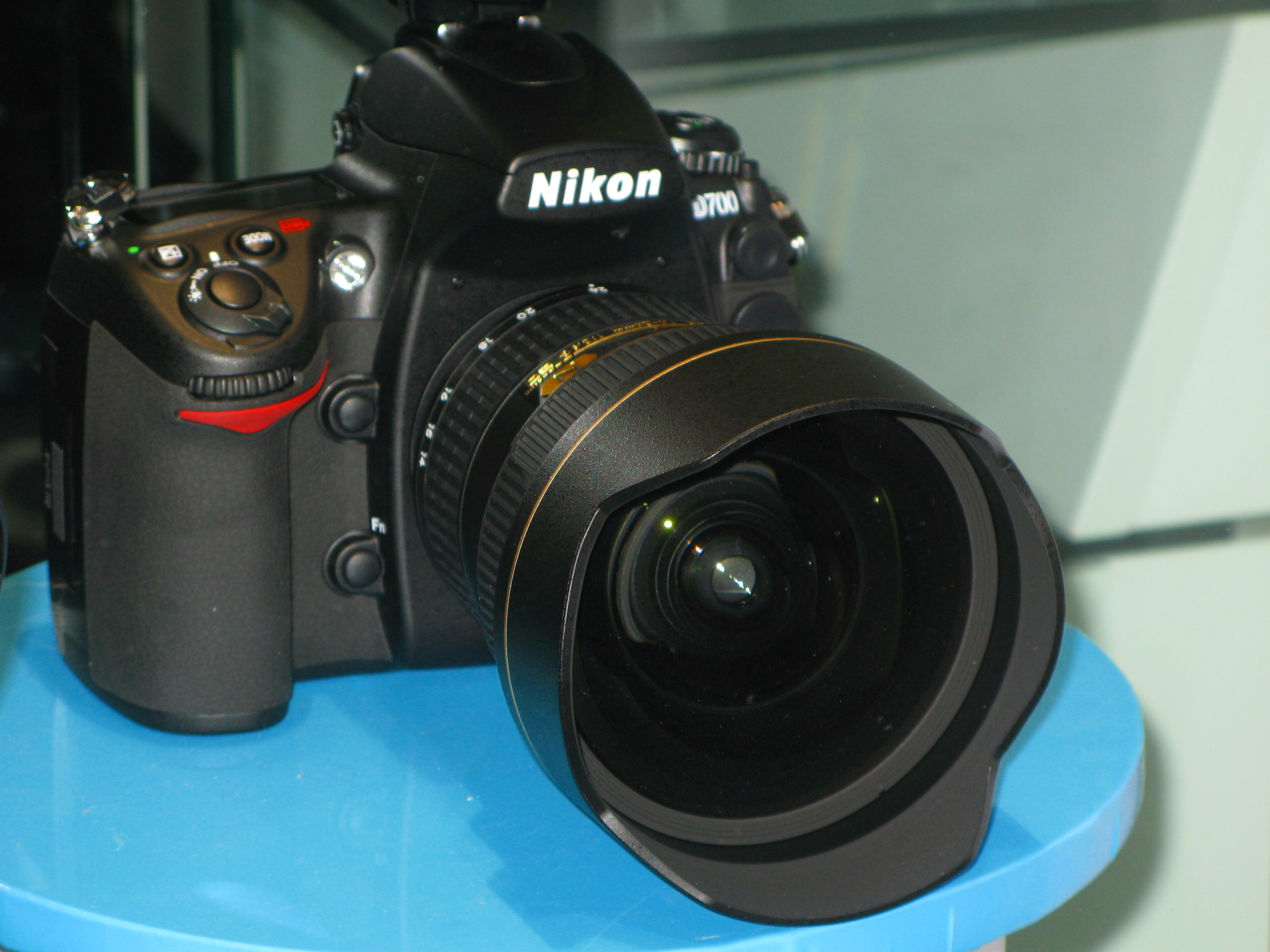
ニコンD700

- D700（2008年7月25日発売、FXフォーマット） - D3と同様の「FXフォーマット」と呼ばれる12.1メガピクセル、24×36mmCMOSを採用。ファインダー視野率95%、連写スピードは5コマ/秒（バッテリーグリップを装着してEN-EL4aか単3電池8本を装着した状態時は8コマ/秒）であるが、スペックの多くの部分でD3に匹敵した能力を備えており、それでいて小型化（D300に近いサイズだが重さは160g程度重い）と低価格化を実現している。マグネシウム製ボディ。
- D800（2012年3月22日発売、FXフォーマット）‐ D700のフルモデルチェンジ版（後継機ではない）。登場時現在では世界最高画素数となる「FXフォーマット」36.3メガピクセル24×35.9mmCMOSセンサーを採用。測光センサーやフォーカスポイント等の機能は一部D4と同等である。コンパクトフラッシュのほか、SDメモリーカードにも対応。
- D800E（2012年4月12日発売、FXフォーマット） - D800に搭載されている光学ローパスフィルターを除去し、レンズからの光をより直接的に撮像素子へと導き、解像感を高めた派生モデル。偽色やモアレが発生しやすい場面はあるが、D800と比較しより解像力の高い画像とすることが可能。それ以外の機能・性能はD800と同一。

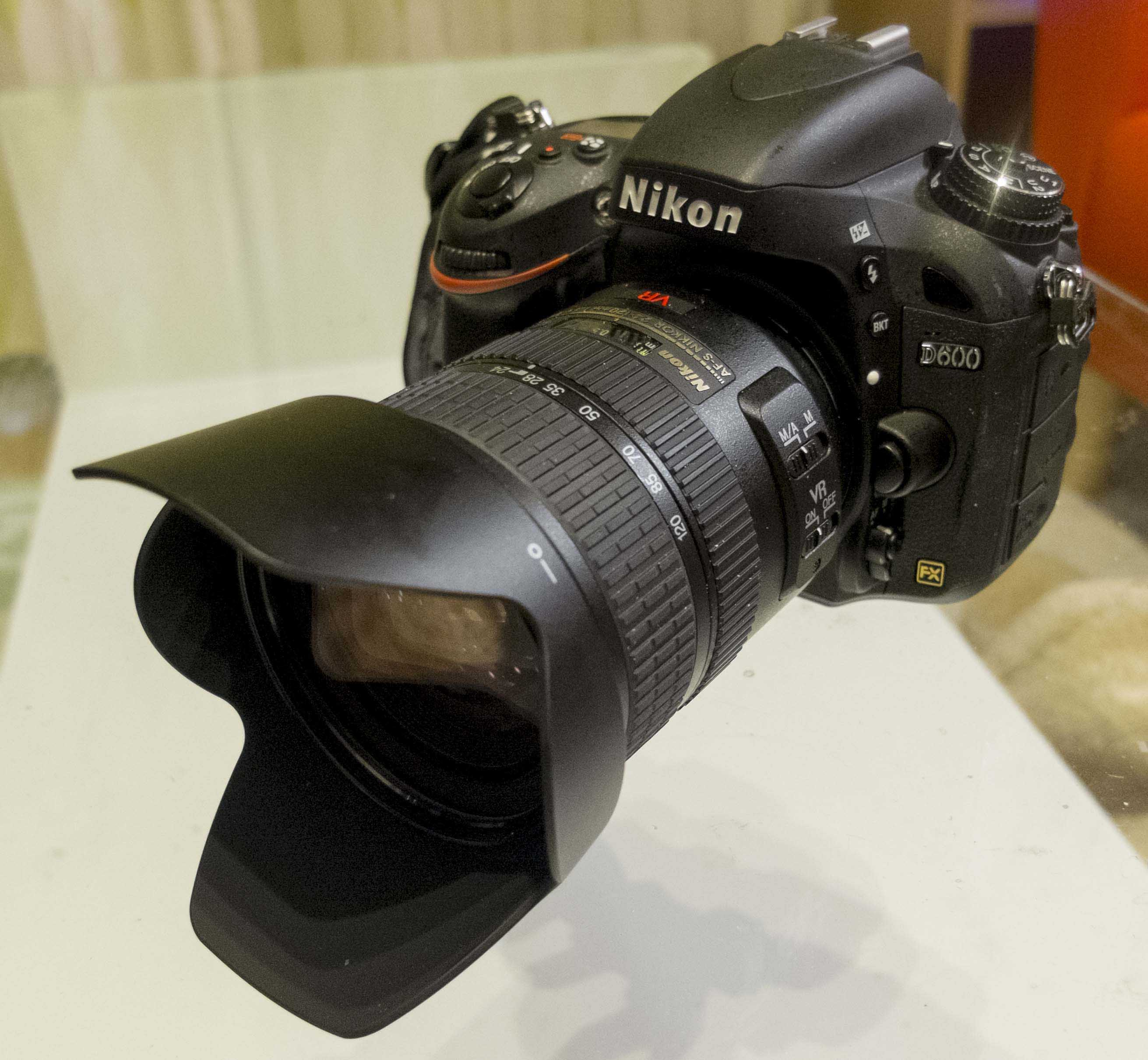
ニコンD600

- D600（2012年9月27日発売、FXフォーマット） ‐ 「FXフォーマット」の廉価版モデル。登場時点ではFXフォーマット機種で最小・最軽量。24.3メガピクセル24×35.9mmCMOSを採用。カードスロットはSDメモリーカードのダブルスロット。連写スピードは5.5コマ/秒。別売ワイヤレスモバイルアダプターを用いた、スマートデバイスとの双方向通信可能。
発売後、ローパスフィルター上にゴミが付着し、撮影画像に複数の黒い粒状の写り込みが目立つ場合があるという不具合が多数報告されたため、改良版のD610が発売される。しかし、D600ユーザーからの苦情は止まらず、ニコンの対応も後手後手に回る。
2014年2月には、アメリカ合衆国では集団訴訟を起こされ、結局この問題に対しては、無償で無期限の保証を行うことになった。事実上、製品の欠陥を認めた形ではあるが、リコールは行っていない。
さらに、2014年3月15日の世界消費者権利デーには、中華人民共和国の国営放送である中国中央電視台で暴露され（3・15晩会）、中華人民共和国政府より回収命令が出され、中華人民共和国での販売停止に追い込まれる[15]。
なお、黒い粒が出る現象が起きていない機種でも、サービスセンターに持って行けば、メーカー保証期間外でも、無償で改良を施してもらえる。
- D610（2013年10月19日発売、FXフォーマット）‐ D600のマイナーチェンジモデル。24.3メガピクセル24×35.9mmCMOSを採用。連写スピードは6コマ/秒にアップ、さらに静音モードでの連写も3コマ/秒で可能。別売ワイヤレスモバイルアダプターを用いた、スマートデバイスとの双方向通信可能。
- D810（2014年7月17日発売、FXフォーマット）- D800の後継機種。3635万画素24×35.9mmCMOSを採用。ローパスフィルターは非搭載のため光学的には実質的にD800Eの後継機となる。画像処理エンジンはEXPEED 4を使用、先に同エンジンを搭載したモデル同様最大常用ISO感度が12800にアップするだけでなく、撮像素子の各画素が蓄積可能な光の情報量を2/3段分増やすことで、階調性を損なうことなくベース感度ISO 64を達成した。D800/D800E同等の高画素ゆえに発生する機構ブレの影響を低減するために、駆動機構、ミラーバランサーを新設計。また、レリーズモードをMUP（ミラーアップ撮影）に設定しているときには、メカニカル先幕シャッターを電子先幕シャッターに切り換え、先幕の働きを撮像素子で代用する撮影を可能とした。
- D750（2014年9月25日発売、FXフォーマット）- D610とD810の中間にあたる新モデル。2432万画素24×35.9mmCMOSを採用、ローパスフィルターは搭載。画像処理エンジンはEXPEED 4を使用、先に同エンジンを搭載したモデル同様最大常用ISO感度が12800にアップ。重量と基本的なインターフェースはD610に準ずるが、測光（91000分割RGBセンサー）とAF機能（51点AF）はD810に準ずるだけでなく、AFセンサーは-3EVの暗さでも対応し上位機種を凌駕する性能も有する。マグネシウム合金の面と、炭素繊維複合材の面を併用したモノコック構造の採用と、内部構造のレイアウトからゼロベースで刷新することにより、ボディーの大幅な薄型化を実現し、深いグリップによる確実なホールド感を確保した。FXフォーマットモデルでは初となるチルト式液晶、Wi-Fi機能、スペシャルエフェクト機能も搭載している。

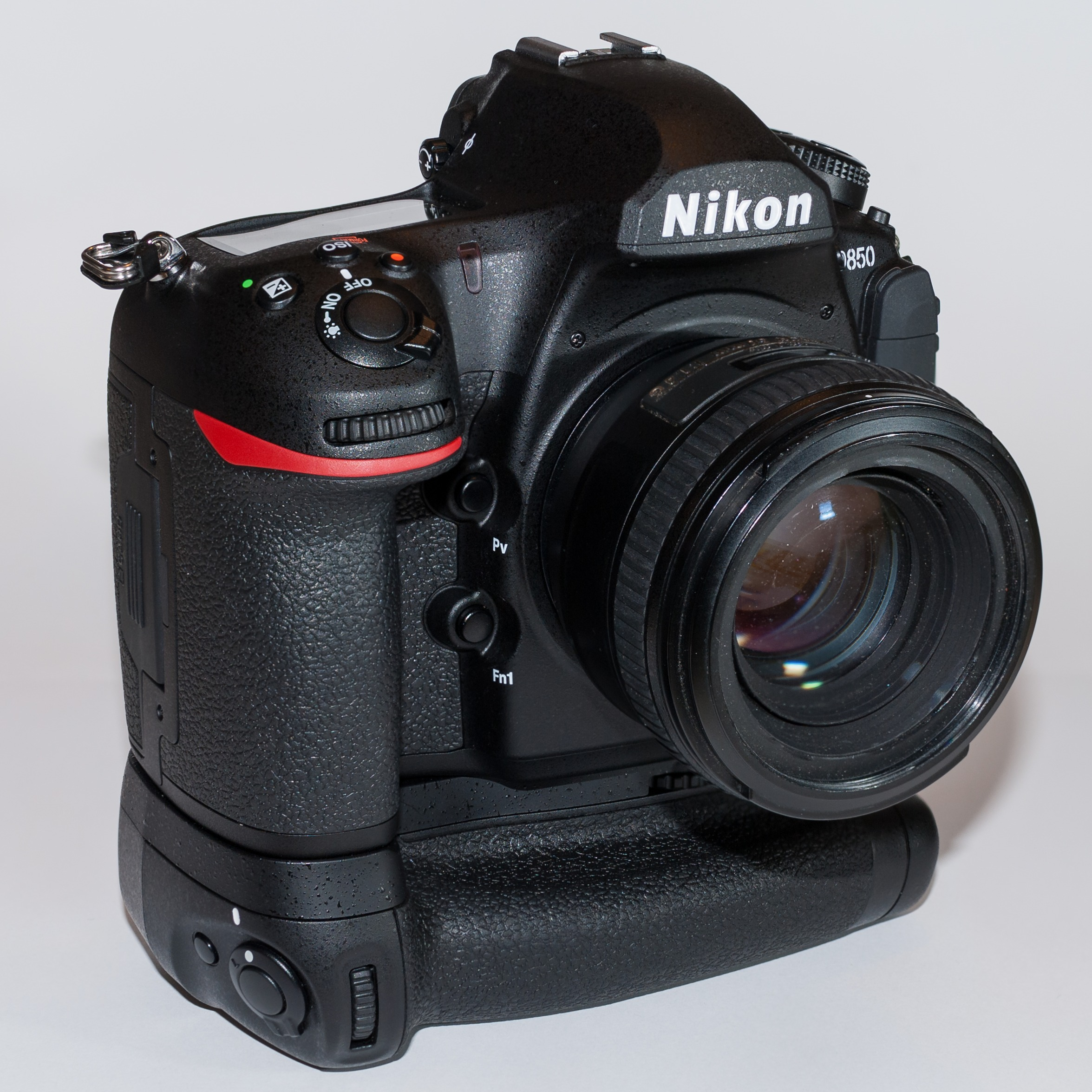
ニコンD850
バッテリーグリップMB-D18装着状態

- D850（2017年9月8日発売、FXフォーマット）- D810の後継機種。4689万画素35.9×23.9mmサイズの裏面照射型CMOSセンサーを採用。画像処理エンジンはD5と同じEXPEED 5を使用。裏面照射型とすることで高画素化しながらも最高感度ISO 25600としている。またベース感度ISO 64としている。連写はボディ単体で7コマ/秒、D5と同じマルチパワーバッテリーパック MB-D18を使用することで9コマ/秒とする。D5を超える倍率約0.75倍の光学ファインダーを新搭載した。内蔵フラッシュは廃止。発売開始以来世界的な品薄が続いており[16][17]、DLシリーズの発売中止や1000人以上の希望退職者などで経営が危ぶまれていたニコンの業績の回復に寄与した[18]。「総合的なバランスの良い、完成度の高いカメラ」として、2018年のカメラグランプリ「カメラ記者クラブ賞」と「あなたが選ぶベストカメラ賞」をダブル受賞した[19]。
- D780（2020年1月24日発売、FXフォーマット）- D750の後継機種。2450万画素・画像処理エンジンEXPEED 6採用。1/8000秒シャッター・Wi-Fi（無線LAN）・Bluetooth内蔵。内蔵フラッシュは廃止。裏面照射型CMOSセンサーを採用し、最大常用ISO感度が51200にアップした。また、ファインダー撮影ではD5のAFアルゴリズムを最適化したというオートエリアAFの被写体検出性能が高められ、ライブビュー撮影時においては先に発売されたZ6からのフィードバックを受け、ニコンの一眼レフカメラとして初となる273点像面位相差AFを搭載したコントラストAFとの自動切換によるハイブリッドAFシステムや、タッチパネルモニターを採用し、特にライブビュー撮影時の使い勝手やAF性能の向上が図られた。動画撮影は、フルフレームでの4K UHD、フルHD、HD動画に対応。音元出版が主催する「デジタルカメラグランプリ2020 SUMMER」「デジタルカメラグランプリ2021」において「総合金賞」を受賞した[20][21]。

#### D2桁シリーズ
初心者向け～プロのサブカメラとして幅広いラインナップを有する、DXフォーマットのデジタル一眼レフカメラ群である。このシリーズは初心者にも扱いやすいよう撮影モードダイヤルなどが設定され、初めてでも一眼レフの設定に悩まされることなく使えるように工夫されている。また機械的な特徴として、D90を除く全ての機種がCCDセンサーを採用し、D40 D40x D60の3機種がカメラ本体側のオートフォーカス用モーター(以降AFモーター)を廃止している点が挙げられる。そのためD40 D40x D60の同3機種は、AFモーターを有しないレンズでのAF（オートフォーカス）が不可能となってしまった。しかし互換性は保たれており手動操作でレンズを使用する事が可能である。番号枯渇のため、2009年にD4桁シリーズへ移行した。

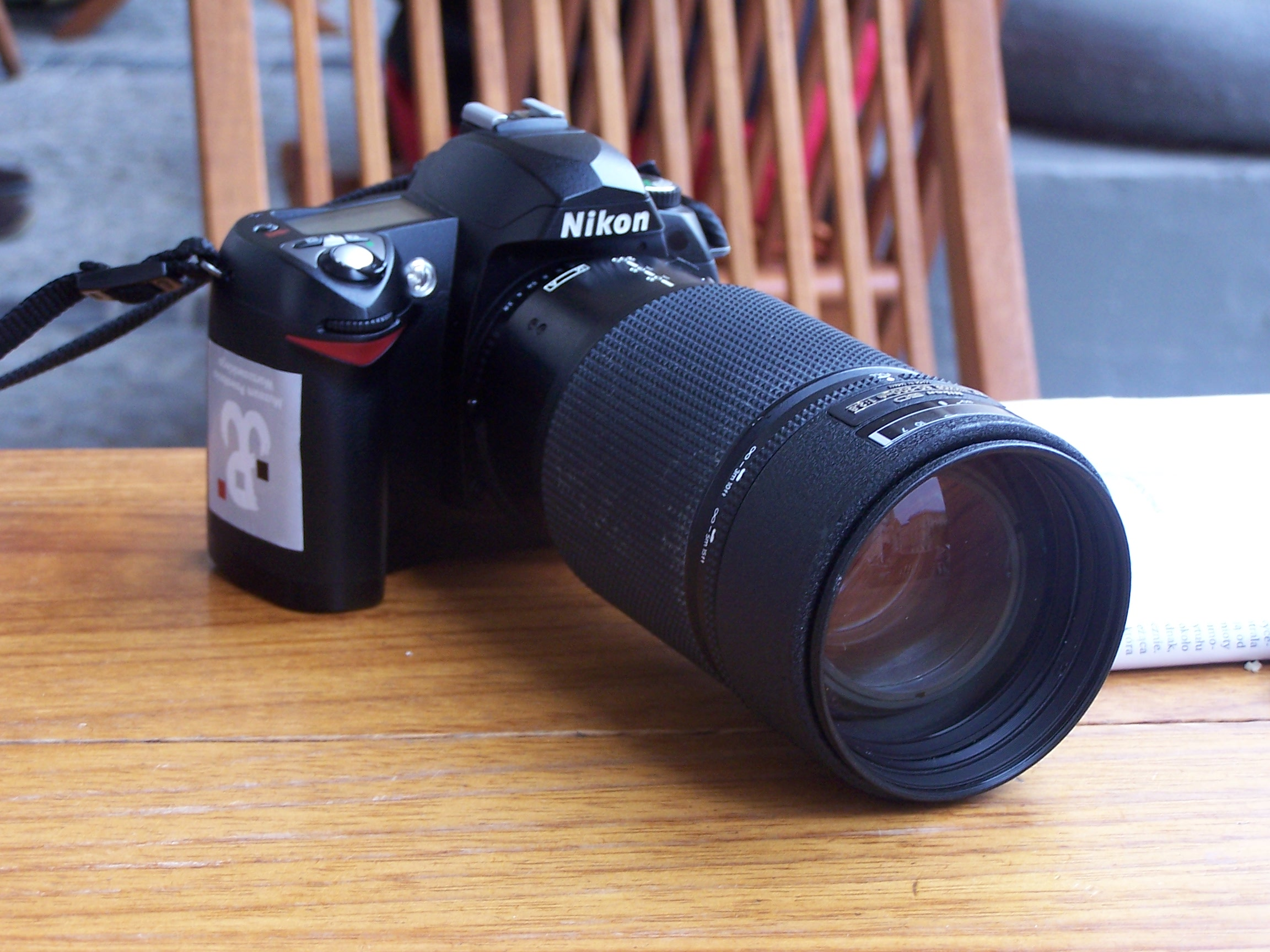
ニコンD70

- D70（2004年3月19日発売、DXフォーマット） - 有効画素数6.1メガピクセルDXフォーマットCCDセンサーを搭載するエントリー一眼レフカメラ。最大144コマ連写可能であることや1/8000秒高速シャッター、1/500秒のシンクロスピードの採用などD100を上回る機能を備えている。アマチュアからハイアマチュアまでの広いユーザー層に支持された。反面ファインダーにペンタミラーを採用し、撮影モードダイヤルにオートモードとデジタルイメージプログラムを採用するなどu2に相当するエントリーユーザに対する配慮や、D100との差別化を行っている。ファームウェアをアップグレードすることで、内蔵ストロボや背面モニタを除く部分でD70sに相当する機能を利用でき、さらに有償改造を行うことでD70sと同様にリモートコードの使用ができるようになる。

その他、初めてレンズキットが設定され、AF-S DXズームニッコールED18-70mmF3.5-4.5Gが付属された。これはEDレンズを3枚も使用した非常に贅沢な設計でコストパフォーマンスに優れ、デジタル時代のスタンダードレンズの先駆けとなった。2004年カメラグランプリ受賞。デジタル一眼レフカメラの普及に大きく貢献し、ユーザーの裾野を広げた。
- D70s（2005年4月27日発売、DXフォーマット） - 好評だったD70の基本的な部分はそのままに、細部の改良を施したマイナーチェンジモデル。主な変更点は、背面の液晶を1.8インチから2インチに拡大、レリーズ用リモートコードの接続端子をボディーに増設、内蔵スピードライトの照射角度を18mmに拡大、標準バッテリー容量の増加などがある。これらの改良によりさらに使い勝手の良いデジタル一眼レフカメラとなっている。アルゴリズムの向上によりオートフォーカスの精度もアップした。レンズキットにはD70同様、AF-S DXズームニッコールED18-70mmF3.5-4.5Gが付属されている。

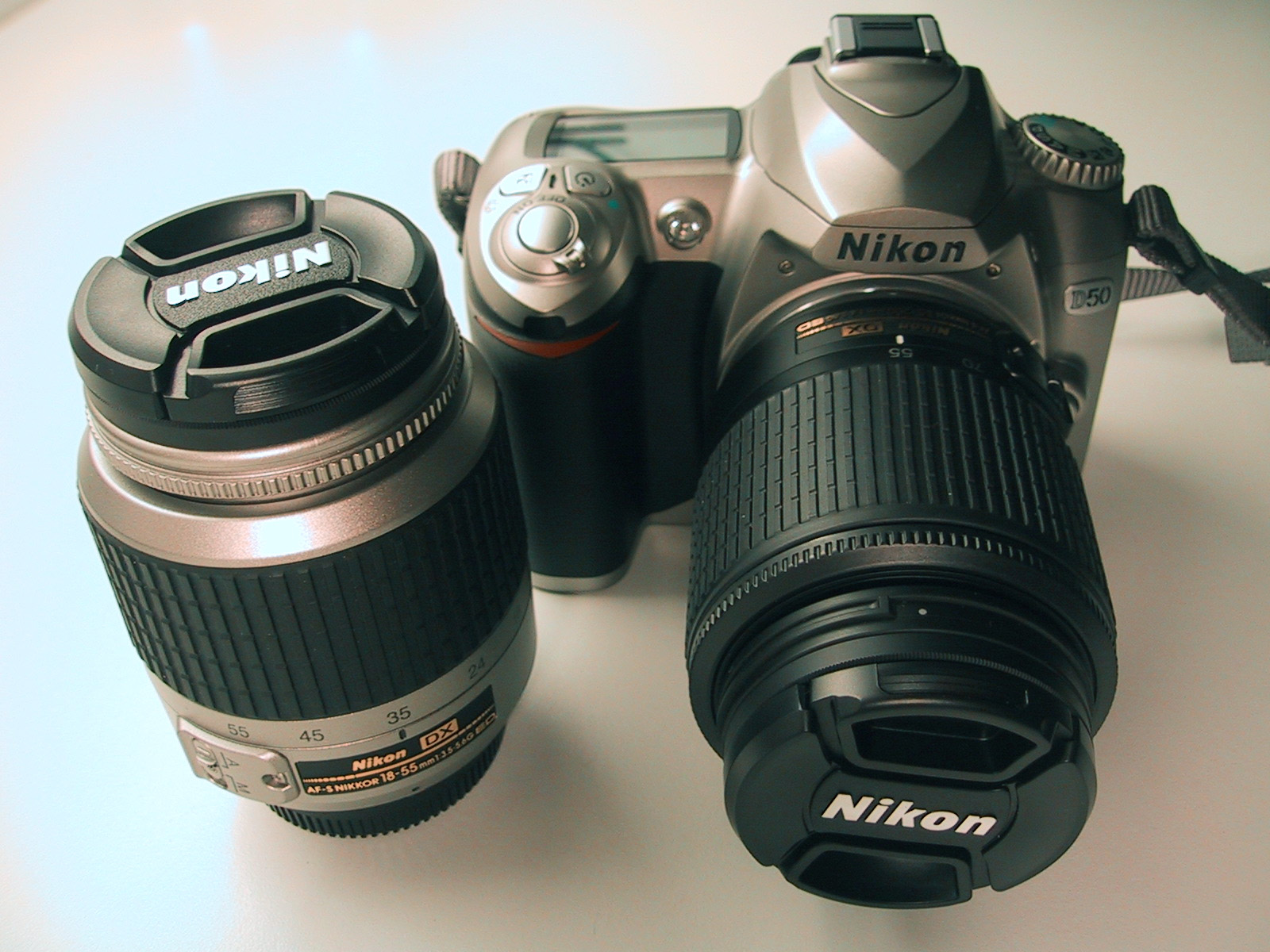
ニコンD50

- D50（2005年6月29日発売、DXフォーマット） - D70のエントリーモデル、よりエントリーユーザーを意識し新たに開発されたデジタル一眼レフカメラ。撮影モードダイヤルに「こどもスナップ」モードを加え、よりファミリー向けカメラとしての色合いが濃い機種となっている。D70sと比較すると、AE測光パターンに420分割RGBセンサーを採用。シャッタースピードが1/4000秒に、連写速度が3コマ/秒から2.5コマ/秒に制限された。また記憶媒体がコンパクトフラッシュからSDカード（SDHC非対応）に改められた。その他、サブ液晶にバックライトが付いていないことなどが挙げられる。標準レンズキットに付属するレンズはAF-S DXズームニッコールED18-55mmF3.5-5.6Gとなった。ボディカラーとしてブラックモデルの他にシルバーモデルが用意された。これはニコン製デジタル一眼レフカメラとしては初である。

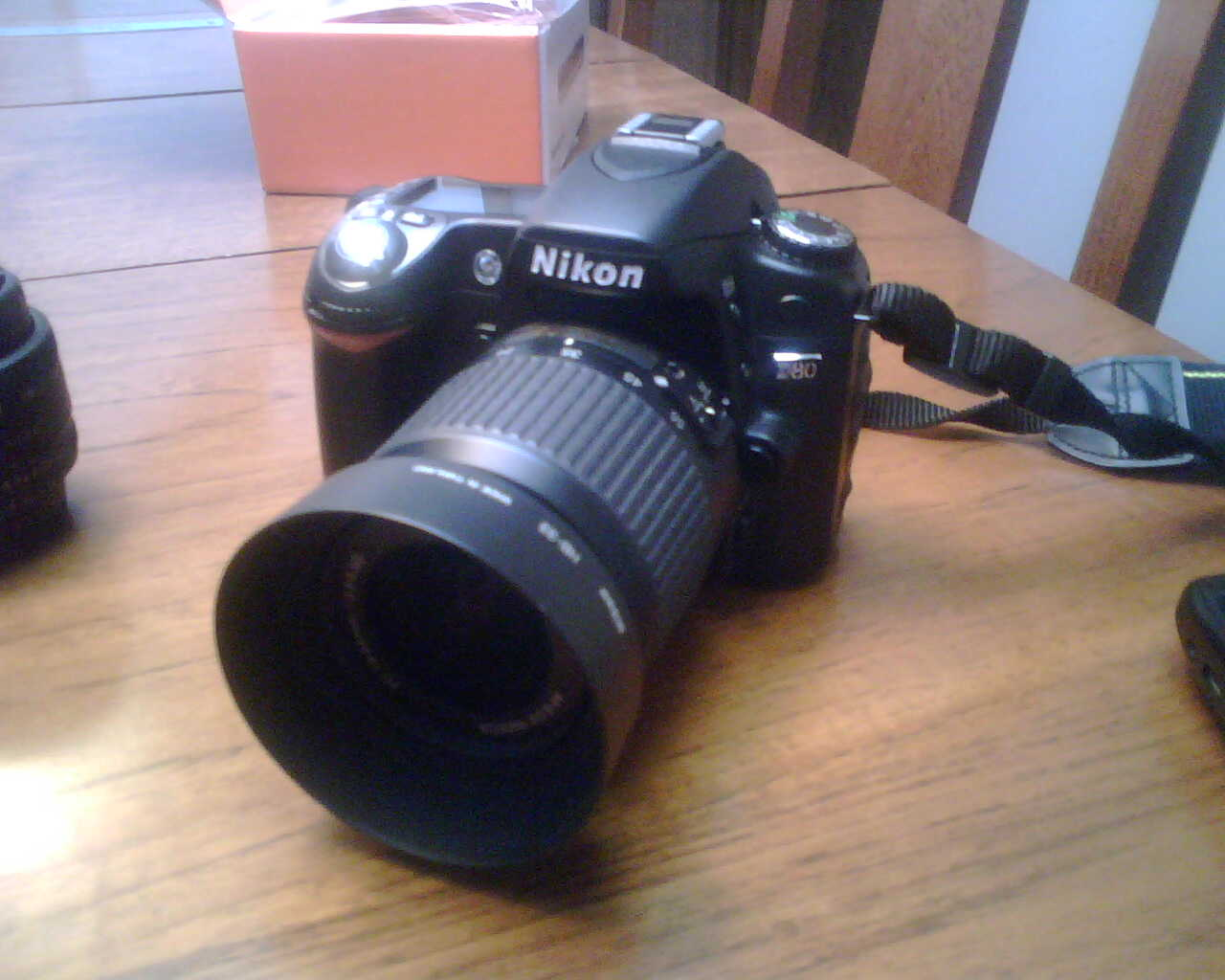
ニコンD80

- D80（2006年9月1日発売、DXフォーマット） - D70sがフルモデルチェンジしたもの。CCDの有効画素数は10.2メガピクセル、オートフォーカスは11点センサー、バッテリーはEN-EL3eを採用とD200の流れをくむ。本機のファインダーは軽量化・コストダウンのためにペンタミラーを採用していた前機種D70sと異なり、D200と同等のガラスペンタプリズムを採用し視認性が向上した。ファインダー視野率もD200と同等である。相違点としてAE測光は1005から420分割RGBセンサーに改められ、シャッタースピードは1/4000秒に留まった。記憶媒体がSDHC対応のSDメモリーカードに変更され、D80以降の標準仕様となる。当機種よりカメラ内で画像が編集できるDライティングなどの機能が追加された。またレンズキットとしてD70と同じ18-70mmをセットにしたもののほかに、新たに開発された18-135mmをセットにしたものも発売されていた。さらに、2008年1月25日には手ぶれ補正機能搭載のVR18-200mmとのレンズキットが発売された。

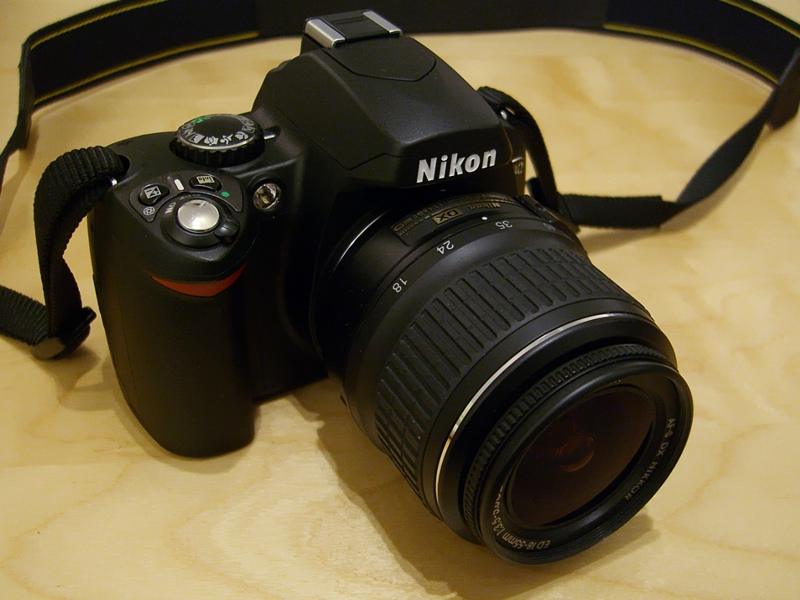
ニコンD40

- D40（2006年12月1日発売、DXフォーマット） - D50がフルモデルチェンジしたもの。D50に続くエントリーモデルの位置付けで、コンパクトカメラからの乗り換えやファミリーまでもターゲットにしている。CCDはD50同様で、フォーカスエリアは5点から3点測距に変更して採用している。外観も大きく変化、カメラ上面に装備されていたモノクロ表示パネルを廃止して撮影モードダイヤルの配置に変更。液晶画面も2.5インチに大型化され新開発の画像処理エンジン搭載[要出典]、画像編集が容易になった。また、ニコン一眼レフで初めてAFの使用に制限が生じる機種にもなった。

D40より続くエントリーモデルの特徴として、ボディ内のオートフォーカス用モーターを廃止。オートフォーカスを鏡筒内にモーターを搭載したレンズAF-SニッコールとAF-Iニッコールに限定にしている点である。これは従来のAFニッコールのAF互換を切り捨て、普及が進んだAF-Sニッコールに特化し徹底的にコストダウンした結果である。
その徹底した割り切りより、ニコンが苦手だといわれていた軽量コンパクト化に成功。D40は本体のみで475gに達し、販売価格も非常にこなれたものとなった。
レンズキットにはAF-S DXズームニッコールED18-55mmF3.5-5.6GIIが含まれ、ダブルズームキットではAF-S DXズームニッコールED55-200mmF4-5.6Gも含まれる。2007年7月には望遠側のレンズをAF-S DX VRズームニッコールED55-200mmF4-5.6G（IF）に変更した「ダブルズームキットII」が新たに設定された。ボディカラーはD50と同様にブラックとシルバーの2色が用意されている。出荷台数は2007年3月期で約209万台へ2008年3月期には約309万台に達し、一眼レフカメラの草の根的な地位を確立した。
ボディ内にオートフォーカス用モーターが搭載されていないため、ボディのモーターを使用するレンズ（AF-S・AF-I以外）ではオートフォーカスは使用できない。
- D40x（2007年3月29日発売、DXフォーマット） - D40のマイナーチェンジモデル。10.2メガピクセルのCCDを採用している他はD40と同じ仕様。D40から20gの重量増に留まり、軽量な10メガピクセルのデジタル一眼レフカメラとなった。CCDと同時にD80の内部処理を引き継ぎ連写速度も向上、シャッターの耐久性も高められた。ダブルズームキットはAF-S DXズームニッコールED18-55mmF3.5-5.6GIIとAF-S DX VRズームニッコールED55-200mmF4-5.6G（IF）。ボディカラーはブラックのみ。本機の発売後、後継のD60が非常に早いタイミングで登場したことによりわずか11か月で販売が終了された。

ボディ内にAFモーターが搭載されていないため、AFが使用できるレンズに制限があるのはD40と同様。
- D60（2008年2月22日発売、DXフォーマット） - D40xがフルモデルチェンジしたもの。振動によるほこり除去機構のほか、新搭載のミラーのアップダウンで発生する空気流によりほこりを除去する「エアフローコントロールシステム」を搭載する。またレンズキットおよびダブルズームキットに付属の標準ズームレンズが手振れ補正付きのAF-S DXニッコール18-55mmF3.5-5.6G VRに変更となるが望遠レンズはAF-S DX VRズームニッコールED55-200mmF4-5.6G（IF）から変更なし。ぱっと見た目はD40やD40xと変わりないが、画像処理エンジンが画像処理コンセプト「EXPEED」搭載のものに変更になったほか、ボディの作りやダイヤル周りに変化が見られ、さらにファインダー付近にセンサーを搭載することにより、顔を近づけると液晶表示が消灯するなど、細かい変更点がある。

AFモーターが搭載されていないためAFに制限があるのはD40と同様だが、新機能のフォーカスエイドインジケーターの使用を設定する事で、従来より厳密なMF（マニュアルフォーカス）が可能になった。

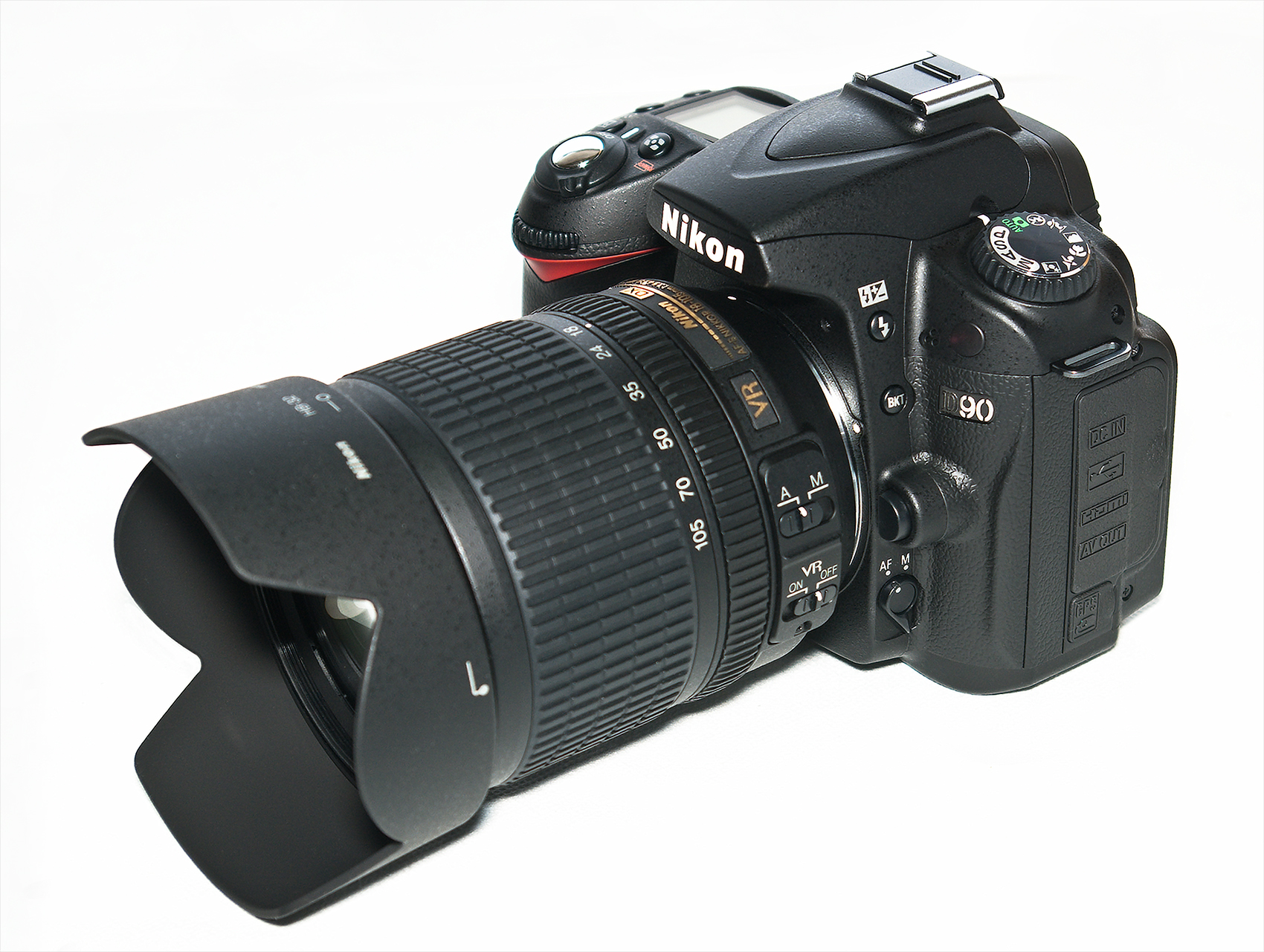
ニコンD90

- D90（2008年9月19日発売、DXフォーマット） - D80がフルモデルチェンジしたもの。CMOSセンサは新開発の模様でD300よりもわずかに高感度特性が向上している。CMOSセンサは12.3メガピクセル、フォーカスポイントは11点となる。世界初の動画撮影、3Dトラッキング等を搭載。ダストリダクション、画像処理コンセプト「EXPEED」。本機よりライブビュー機能が追加され背面液晶の右に専用ボタンで利用可能になった。3型92万ドット液晶、視野率は96%。記録媒体はSDメモリーカードを採用する。本体単体の発売の他、レンズキットとしてAF-S DXニッコール18-105mmF3.5-5.6G ED VR、AF-S DXニッコール18-55mmF3.5-5.6G VR、AF-S DX VRズームニッコールED18-200mmF3.5-5.6G（IF）の3種類が発売される。ダブルズームキットはない。また発売当初に限り「D90アニバーサリーキット（限定品）」が発売された。キット内容は「AF-S DXニッコール18-105mmF3.5-5.6G ED VR、SB-400、限定ストラップ」である。2009年9月4日には、レンズのマイナーチェンジに伴い、AF-S DX 18-200mmG VR IIとのレンズキットが発売される。

#### D4桁シリーズ
D2桁シリーズの番号枯渇に伴い2009年より登場。初心者向け～プロのサブカメラとして幅広いラインナップを有する。

##### D3000番台シリーズ
D4桁シリーズのうち、最も下位に位置する初心者向けモデル。シャッター優先オートや絞り優先オートなどをガイド付き設定可能な「ガイドモード」を搭載しているのが特徴。
- D3000（2009年8月28日発売、DXフォーマット） - D60のマイナーチェンジモデル。デジタル一眼レフカメラとして初となる「ガイドモード」を搭載。センサーは10.2メガピクセル。背面液晶は3型23万ドット。ライブビューや動画撮影機能は搭載しない。シャッター横のアクティブDライティングボタンがInfoボタンに変わっており、上面部の配置はD5000とほぼ同じになった。背面に関してはD60を踏襲。液晶が大型化しているが、重量はむしろわずかに軽くなっている。ボディ内にオートフォーカス用モーターが搭載されていないため、ボディのモーターを使用するレンズ（AF-S・AF-I以外）ではオートフォーカスは使用できない。

- D3100（2010年9月16日発売、DXフォーマット） - D3000の後継モデル。14.2メガピクセルの新型CMOSセンサーを搭載。背面液晶は3型23万ドット。映像処理エンジンに新型のEXPEED2を搭載。ニコンの一眼レフでは初めて、フルHD（1920×1080、30p）動画撮影機能Dムービーを搭載した。また、D5000にも搭載されたライブビュー機能も搭載したことにより、エントリー機としての完成度を高めた。ボディ内にオートフォーカス用モーターが搭載されていないため、ボディのモーターを使用するレンズ（AF-S・AF-I以外）ではオートフォーカスは使用できない。

- D3200（2012年4月19日発売、DXフォーマット） - D3100の後継機。2420万画素(有効画素)のAPS-Cサイズ23.2mm×15.4mmのCMOSセンサーを搭載。モニターには3インチ92万ドットの液晶ディスプレイを採用。画像処理エンジンはEXPEED3。D3100では数量限定だったレッドボディが標準でラインナップされた。また、別売ワイヤレスモバイルアダプターによるスマートデバイスとの双方向通信機能がニコンDシリーズで初めて搭載された。

- D3300（2014年2月6日発売、DXフォーマット） - D3200の後継機。光学ローパスフィルターを非搭載とした2410万画素のCMOSセンサーを採用、一層の解像感向上を図っている。画像処理エンジンはEXPEED 4を使用、先に同エンジンを搭載したD5300同様最大常用ISO感度が12800にアップした。炭素繊維素材を使用したモノコック構造を採用し、小型化・軽量化を実現。さらに、レンズキットに使用される標準レンズのリニューアル（AF-S DX NIKKOR 18-55mm f/3.5-5.6 VR II採用）により、レンズを含めたトータルシステムが小型化されている。2016年の『映画 聲の形』では、ニコンの協力によりD3300が緻密な描画で登場し、ストーリー上で重要な役割を果たす[25]。
- D3400（2016年9月16日発売、DXフォーマット）- D3300の後継機。ローパスレスの2416万画素のAPS-CサイズのCMOSセンサーを採用。最大常用感度がISO 25600にアップした他、SnapBridgeと呼ばれるBluetoothを用いたスマートフォンとの同時接続機能が追加された代わりに、Wi-fi機能は搭載していない[26]。また、レンズキットとして付属する標準レンズの改良が行われ、AFにステッピングモーターを採用するレンズ（AF-P DX NIKKOR 18-55mm f/3.5-5.6G VR）へとリニューアルされた。従来なかった制約事項としてAF-SレンズDタイプはオートフォーカスできずマニュアルフォーカスで使用、モーターを内蔵しないAFレンズは露出モードMで使用可能だが露出計は使用できないということが生じた。
- D3500（2018年9月28日発売、DXフォーマット）- D3400のマイナーチェンジ機。高さ1mm奥行き6mm質量30gだけ小型軽量化され365g(本体のみ)。撮影可能コマ数は1200コマから1550コマに向上した。

##### D5000番台シリーズ
D3000番台より上位に位置するモデル。ガイドモードは搭載しないが、バリアングル液晶モニターを搭載するのが特徴。

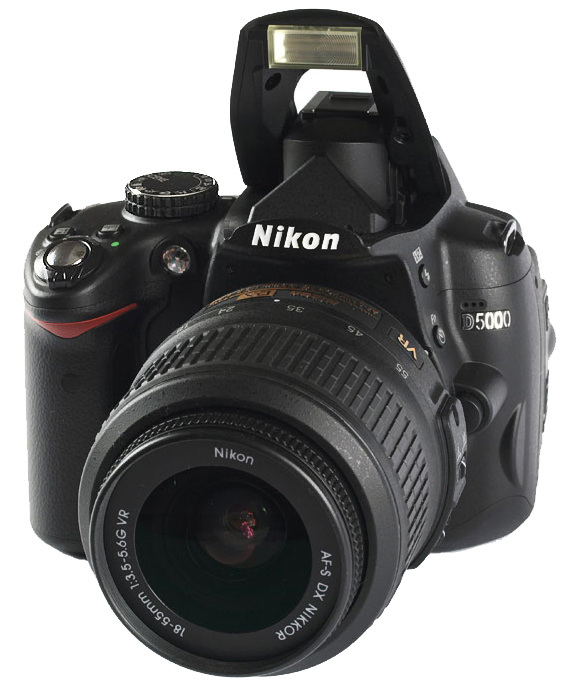
ニコンD5000

- D5000（2009年5月1日発売、DXフォーマット） - D60をフルモデルチェンジしたモデル。センサーはD90と同等の12.3メガピクセル。動画撮影機能を搭載し、また背面液晶は2.7型23万ドット液晶のバリアングル液晶を搭載するなど、D60とは全く別物のデジタル一眼レフカメラに仕上がっている。D90とは違い、ボディ内にオートフォーカス用モーターが搭載されていないため、ボディのモーターを使用するレンズ（AF-S・AF-I以外）ではオートフォーカスは使用できない。なお、この機種は2009年7月下旬まで、突然電源が入らなくなる不具合を抱えている個体があったため注意が必要。対象の個体には無償修理が実施された。不具合を抱えた個体かどうかは、ニコンのホームページで確認することができる。

- D5100（2011年4月21日発売、DXフォーマット） - D5000の後継機。バリアングル液晶モニターをD5000の2.7型23万ドットから3型92万ドットに大型高精細化し、横開き方式を採用。さらに、フルHD（1920×1080）動画撮影機能「Dムービー」もステレオ対応（別売り）、フレーム数もD5000、D7000の24pから30pとそれぞれ強化された。また静止画、動画にかかわらず、カメラ本体で演出効果を選択、設定できる「スペシャルエフェクトモード」を搭載。特にナイトビジョンモードは最高ISO 102400までの超高感度撮影が可能となっている。AFポイントは11点。連写4コマ/秒。撮像素子に上位機種D7000と同じソニー製16.2メガピクセルのCMOSセンサーを採用。画像処理エンジンにEXPEED 2を搭載。ISO 100～6400（最大ISO 25600まで増感可能）の広いISO感度を実現している。D5000にはなかったレリーズ優先モードの搭載、HDR（ハイダイナミックレンジ）機能追加、D7000と同等の14ビット圧縮RAW（16枚の連続撮影可能）、SDメモリーカードの高速書き込み/読み出し規格UHS-I対応など細かい点でも改良が行われている。

- D5200（2012年12月15日発売、DXフォーマット） - D5100の後継機。2410万画素(有効画素)のAPS-Cサイズ23.5mm×15.6mmのCMOSセンサーを搭載。画素処理エンジンはEXPEED3。AFポイントは39点。連写は最高約5コマ/秒。レンズキット、ダブルズームキット限定でレッドとブラウンのボディが発売される。測光センサーやAFポイントなどで上位機種であるD7000に匹敵する部分も多くみられる。D3200同様、別売ワイヤレスモバイルアダプターによるスマートデバイスとの双方向通信機能可能。

- D5300（2013年11月14日発売、DXフォーマット） - D5200の後継機。有効画素は2416万画素とほぼ同等ながら、D7100同様光学ローパスフィルターを非搭載とした2410万画素のCMOSセンサーを採用、一層の解像感向上を図っている。画像処理エンジンはEXPEED 4を初採用し、常用最大ISO感度を従来の6400から12800へ1段アップした（増感設定含めた最大感度は25600で変更なし）。液晶モニターはD5200の92万ドット3.0型（アスペクト比4:3）から108万ドット3.2型（アスペクト比3:2）に変更。従来機では外付けオプション対応であったWi-Fi機能とGPS機能の内蔵化、炭素繊維素材を使用したモノコック構造採用によるボディの小型軽量化など操作・携帯性の改善もなされている。

- D5500（2015年2月5日発売、DXフォーマット） - D5300の後継機。有効画素は2416万画素（光学ローパスフィルター非搭載）はD5300と同等。画像処理エンジンはD5300と同じEXPEED 4ながら、常用最大ISO感度が12800から25600へ1段アップした（増感設定が無いため、設定可能な最大感度は変更なし）。液晶モニターは108万ドット3.2型（アスペクト比3:2）でD5300と同じだが、ニコンデジタル一眼レフカメラで初めてタッチパネルを採用。内部機器配置の見直しなどによりD750同様にボディの薄型化、ならびにD5300比較で60g軽量化（D3300と比較しても10g増にとどまる）も実現した。Wi-Fi機能は内蔵だが、GPS機能はD5500では外されている。
- D5600（2016年11月25日発売、DXフォーマット） - D5500の後継機。D5500からローパスレス2416万画素CMOSセンサーを引き継ぎ、常用最大ISO感度にも変更はないものの、先に発売されたD3400同様にSnapBridgeと呼ばれるBluetoothを使用したスマートフォンとの同時接続を採用している。またレンズキットに採用されるレンズにも改良が行われ、AFにステッピングモーターを使用する新型（AF-P DX NIKKOR 18-55mm f/3.5-5.6G VR）へとモデルチェンジした。

##### D7000番台シリーズ
D7000は、2010年10月29日に発売された。現在、D4桁シリーズでは最上位モデルで、絞りとSSをD1桁や3桁モデル同様に別のダイヤルで操作する2軸コマンダーとなっている。主に中級者向けではあるが、オートモードやシーンモードも搭載しており初心者でも使用可能。
D3000/5000系ではオミットされたAF駆動カップリングを装備しているため、古いレンズや社外レンズでもAFを稼働させることが出来る。

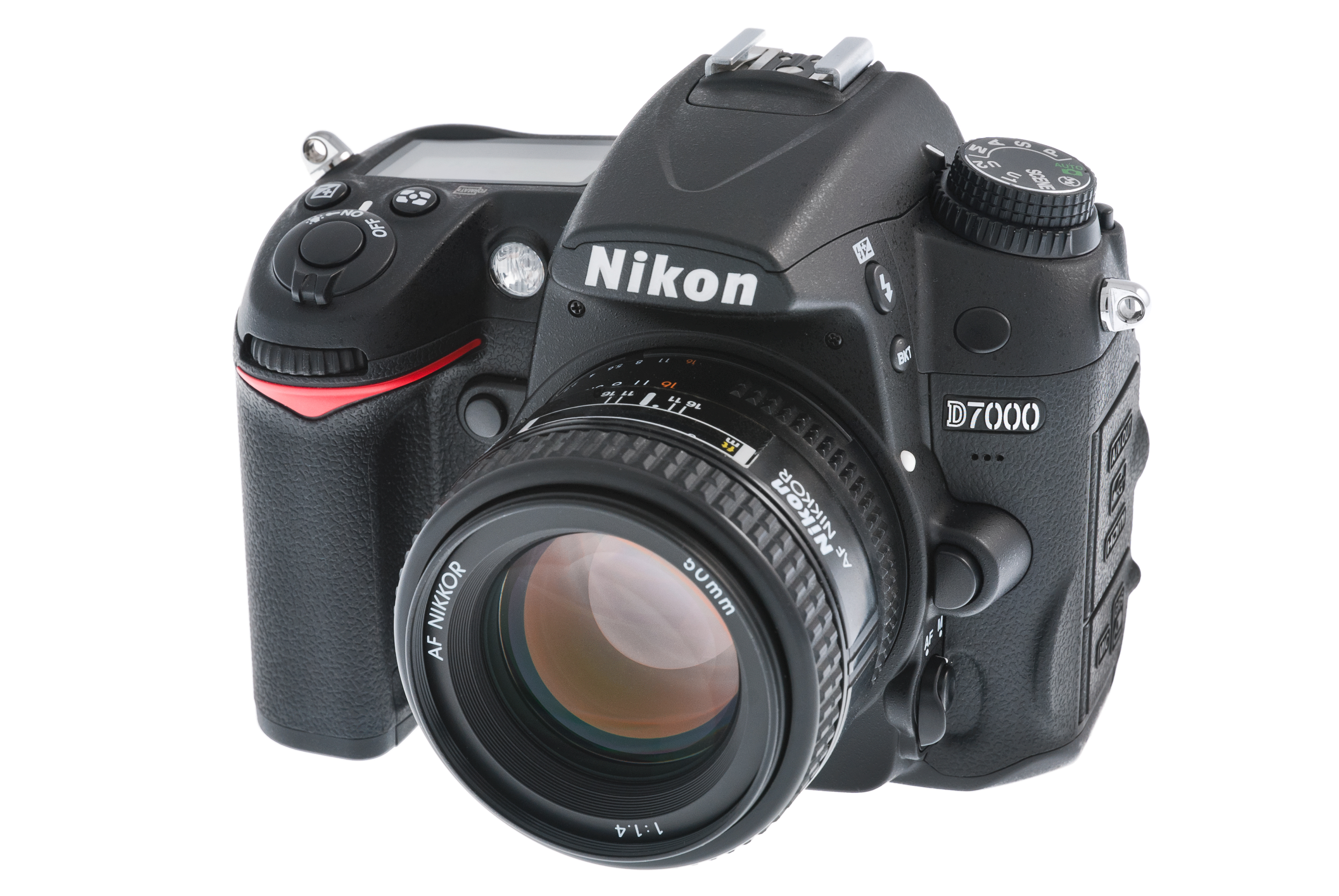
ニコンD7000

- D7000（2010年10月29日発売、DXフォーマット） - D90とD300sの中間に位置づけられているハイアマチュア向けの新モデル。ソニー製16.2メガピクセルの新型CMOSセンサーを搭載。背面液晶は3型92万ドット。映像処理エンジンは先行して発売されたD3100と同様EXPEED2を搭載。SDカードスロット(SDXC対応)を2つ設けダブルスロット化、モードダイヤルの下に新たにドライブモードダイヤルを新設、AFポイントが11点から39点（うち9点クロスセンサー）に増加、2016分割RGBセンサーによるTTL開放測光、連写6コマ/秒、水準器表示、防塵防滴、ボディの一部にマグネシウム合金の採用などD90から大幅に改良が加えられている。またD300s同様ガラス製ペンタプリズムの採用によりファインダー視野率100%を達成、1920×1080フルHDでの動画記録可能、新型センサーの採用で常用ISO感度6400を達成など、D300sとも同等か部分的にはそれ以上の機能・性能を盛り込むことにより競合他社製品との差別化を図った。
- D7100（2013年3月14日発売、DXフォーマット） - D7000のモデルチェンジ版。光学ローパスフィルターを非搭載とした2410万画素のCMOSセンサーを採用、一層の解像感向上を図っている。新たに「対DX1.3xクロップ」モードを搭載し、DXフォーマット比で1.3倍の焦点距離相当（FXフォーマット比で約2倍相当）での撮影が可能になった。映像処理エンジンはEXPEED3を採用。オートフォーカスも強化され、AFアルゴリズムはD4と同じとなった。AFポイントは上位機種と同じく51点に増加。中央1点はf/8でのAFにも対応し、1.3xクロップ時にはAFポイントが画面全体をカバーする。内蔵マイクがステレオになり、1920x1080/30p (1.3xクロップ時は60iも選択可)での撮影が可能になるなど動画機能も改良された。モードダイヤルがロック付きとなり、ライブビューの操作もレバーからボタンに、iボタンの新設など操作系に関しても若干の変更が見られる。
- D7200（2015年3月19日発売） - D7100のモデルチェンジ版。ボディはほとんどD7100を踏襲しつつも、細部でリファインが施された（外観上の違いは、ペンタ部カバーの形状が若干異なることや、側面端子カバーの配置が異なる程度）。CMOSセンサーは2416万画素でほとんど変わりはないが、映像処理エンジンにEXPEED4を搭載したことで発色やホワイトバランスの精度が向上、感度上限もISO 25600（拡張時ISO 102400）へとアップした。AFセンサーはD750に搭載された"アドバンストマルチCAM3500IIを採用、-3EVの低照度でのオートフォーカスが可能となり、レンズも開放F値8まで対応している（それぞれ中央の一点のみ）。動画機能も強化され、フルHD撮影時でも60fpsプログレッシブ記録が可能となった。さらにWi-FiやNFCをサポートしスマートフォンなどとの連携が容易になった。なお連写速度は6コマ/秒で従来と変わらないが内蔵バッファが強化されたことで泣き所であった連続撮影枚数が大幅に伸び（6コマ→29コマ）バッファフルからの回復も向上している[28]。
- D7500（2017年6月9日発売）- D7200の後継機（D7300・D7400は欠番。）であるが、大胆なモデルチェンジとなった。D500の高画質と高速性能を軽量・薄型ボディーに凝縮。プロ・ハイアマチュア向けのD500に対する、より一般ユーザー向けのD7500のコンセプトは、過去のD300に対するD90のコンセプトに近いと言える。D500と同等のDXフォーマット2088万画素のCMOSセンサーと映像処理エンジンEXPEED 5を搭載し、高感度性能は常用ISO51200に達する。連写については、14ビットロスレス圧縮RAWでも、最高約8コマ/秒で50コマまでの高速連続撮影としている[29]。動画では、4K UHD（3840×2160）/30pで、最長29分59秒の動画を記録できるようになった他、従来は動画の保存形式がMOVしか選べなかったところをMP4にも対応した。また、スマートフォンとの連携が強化されるなど、時代を反映した機能が盛り込まれ、従来のWi-Fi機能に加え、Bluetoothによるスマートフォンとの常時接続、画像の自動転送も可能になった。高感度・連写・動画の性能アップ、新機能の追加、ボディの薄型軽量化及びグリップの大型化と、大幅なスペックアップを達成した。一方、それまでD7000シリーズで踏襲されていた特徴の一部がダウングレードされており、SDカードダブルスロットはシングルスロットに、ボディの素材はマグネシウム合金から炭素繊維素材のモノコック構造に変更された。また、ストラップ取付部の三角環の廃止、メーカー純正バッテリーグリップの廃止、露出計連動レバーの廃止がなされほか、背面リモコン受光部が省略された。

## 備考
- 富士フイルムのデジタル一眼レフカメラ「FinePix S」シリーズのボディはニコンからの供給であり、特に2006年発売のS5ProはD200のボディをベースに作られている。撮像素子は富士独自のスーパーCCDハニカムだが、その他一部性能はニコンのものに準ずる。
- 2003年4月1日、サポート業務はニコンカメラ販売株式会社に移管されている。そのため、カタログでは同社が表に出るようになった。なお、2008年2月にニコンイメージングジャパンへと社名変更となっている。
- D3200・D5100・D3100・D7000・D300・D90・D80・D60・D40/D40x・COOLPIX（2007年春～2014年春モデル）・Nikon 1（J1、V1、J2、J3）のイメージキャラクターに木村拓哉を起用している。
- D5500・D5600のイメージキャラクターに小栗旬を起用している。